# 超級車務控制中心
青衣超級車務控制中心（英語：Tsing Yi Super Operations Control Centre，縮寫：TYSOCC）為香港港鐵最主要的車務控制中心，位於港鐵青衣站U5層，於1998年啟用。此中心負責統一管理港鐵接近所有重型鐵路綫（即荃灣綫、觀塘綫、港島綫、將軍澳綫、東鐵綫、屯馬綫、東涌綫、機場快綫及南港島綫）的運作。超級車務控制中心面積達700平方米（約7500平方英尺），採用劇院式設計：控制員、技術員等坐於「後座」，前排控制台則預留予行車控制主任。中心設有一個長120米、由99個超高清大型微發光二極管顯示器組織而成的屏幕牆，可以同時顯示各路線列車於實際時間的所在位置，月台、列車車廂、列車駕駛室閉路電視畫面及各車站的環境數據等。中心由約170名職員負責，24小時全天候運作。
至於廣深港高速鐵路香港段的車務管理並非由此中心控制，而是由廣深港高速鐵路位於石崗列車停放處的車務控制中心控制；而列車控制系統功能則由中国铁路廣州局集團的调度所控制，以便與中國高速鐵路網同步調度。另外，迪士尼綫車務控制中心設於欣澳站內。
港鐵不時安排導賞團，帶領賓客到控制中心閣樓參觀，以了解整個車務控制中心運作流程。

## 歷史
1979年至1997年，前地鐵綫鐵路網絡的控制及監察事務由位於九龍灣車廠辦公區內的車務控制室負責；而東鐵綫在1982至1998年間，車務控制中心位於紅磡站內九鐵紅磡大樓（今港鐵學院）。自1998年9月28日起，控制中心遷入火炭九鐵公司大樓LG3樓（而在2004年通車的馬鞍山鐵路控制中心亦設於此）；及後，再於2003年在錦上路站側西鐵大樓1樓內設立西鐵綫專用車務中心。
1997年，香港地鐵將位於九龍灣車廠的車務控制室搬遷至青衣站現址，此項事務包括在機場快綫工程計劃之中。與此同時，地鐵公司亦在當時剛完工的地鐵大廈（今稱港鐵總部大樓）15樓車務部內，設立一個後備車務控制中心，惟目前已不能使用。

### 合併
2007年兩鐵合併時，港鐵計劃將錦田八鄉車務控制中心（負責西鐵綫）、火炭車務控制中心（負責東鐵綫及馬鞍山綫）併入青衣車務控制中心。當時，青衣車務控制中心、錦田八鄉車務控制中心及火炭車務控制中心的職員主要依靠傳真或者視像電話溝通；於合併後，職員將會集中於一起工作，能夠即時面對面溝通，提高資源調配及工作效率。屆時，超級車務控制中心可以直接協調全港所有路綫的列車，控制列車以比較接近的時間同步抵達車站，使到乘客於轉乘時不用輪候，節省時間；並且因應人流的增加與減少，或者於突發事故時，迅速作出班次調配。
港鐵為先後將錦田八鄉車務控制中心及火炭車務控制中心併入青衣車務控制中心，於2012年11月投資逾1億1千7百萬港元擴建青衣車務控制中心，及於上址安裝大型投射顯示屏等設備。合併事務的準備、測試及交接均於深夜時份、港鐵暫停服務後進行。此前，港鐵曾經嘗試7至8次於深夜港鐵暫停服務後，使用無載客的列車投入模擬測試，均無發現有大問題。經過模擬測試後，東鐵綫及馬鞍山綫的車務控制事務於2013年3月底交予青衣車務控制中心，而西鐵綫的車務控制事務則於2013年6月23日交予青衣車務控制中心，合併成為超級車務控制中心。至此，錦田八鄉車務控制中心及火炭車務控制中心原址保留作為後備應急用途，直至超級車務控制中心運作暢順為止。

## 相關參見
- 九龍灣車廠
- 香港機場核心計劃
- 大嶼山機場鐵路